# Второй московский процесс

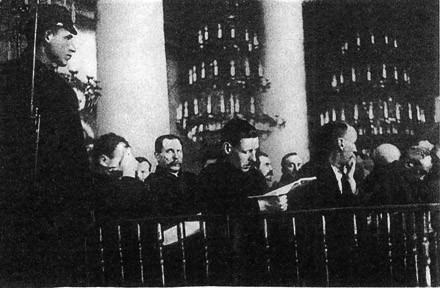
Подсудимые Второго Московского процесса в ходе судебного заседания

Второ́й Моско́вский проце́сс (официальное название — проце́сс «Паралле́льного антисове́тского троцки́стского це́нтра») — второй из так называемых московских процессов, показательный суд над группой бывших руководителей ВКП(б), в прошлом активных участников оппозиции.
Дело слушалось в Военной коллегии Верховного Суда СССР c 23 по 30 января 1937 года. Основными обвиняемыми были Г. Л. Пятаков, К. Б. Радек, Л. П. Серебряков, Г. Я. Сокольников. Все подсудимые были признаны виновными, 13 из них были приговорены к расстрелу и казнены через два дня; четверо были приговорены к различным срокам лишения свободы, в 1939—1941 они также были убиты во внесудебном порядке или казнены на основании приговора ВК ВС СССР. В 1963—1988 годах все осужденные были реабилитированы за отсутствием в их действиях состава преступления.

## Следствие
Ещё в конце следствия по делу «Объединенного троцкистско-зиновьевского центра» от некоторых обвиняемых были получены показания о существовании якобы параллельного троцкистского центра, состоящего из бывших троцкистов и участников «новой оппозиции» — Ю. Л. Пятакова, К. Б. Радека и Л. П. Серебрякова, а также Г. Я. Сокольникова. Вскоре Пятаков, Радек и Серебряков были арестованы. Сокольников был арестован ранее.
30 сентября 1936 года Н. И. Ежов был назначен наркомом внутренних дел СССР и возглавил следствие по делу. Основными указаниями по фальсификации данного дела стали постановление Политбюро ЦК ВКП(б) от 29 сентября 1936, предлагавшее рассматривать троцкистов как разведчиков, шпионов, диверсантов и вредителей, а также замечания И. В. Сталина на протоколе допроса Сокольникова от 4 октября 1936 года. На странице протокола, где говорилось, что Сокольников не сообщал английскому журналисту конкретных планов своей группы, Сталин написал: «А все же о плане убийства лидеров ВКП(б) сообщил? Конечно, сообщил». На последней странице протокола, где указывалось, что Сокольников не знал о связях английского журналиста с английской разведкой, Сталин написал: «Сокольников, конечно, давал информацию Тальботу об СССР, о ЦК, о Политбюро, о ГПУ, обо всем. Сокольников, следовательно, был информатором (шпионом-разведчиком) английской разведки».
В ходе следствия арестованных обвинили в том, что они входили в состав подпольного антисоветского параллельного троцкистского центра и изменнической, диверсионно-вредительской, шпионской и террористической деятельностью троцкистской организации в Советском Союзе. Для создания видимости существования единой организации органы НКВД воспользовались связями подследственных как по прежней оппозиции, так и их связями служебного, личного и родственного характера.
Пятакова и других участников «параллельного центра» обвинили также в организации террористического акта над В. М. Молотовым, использовав для этого случайную автомобильную аварию, которая произошла с автомашиной Молотова 24 сентября 1934 в Прокопьевске.

## Ход процесса. Обвинение

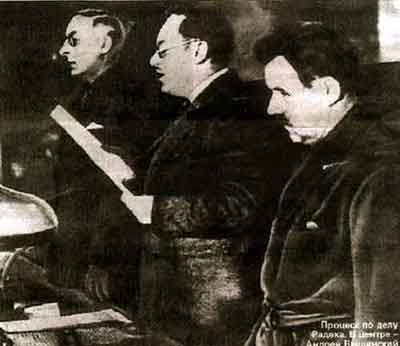
А. Я. Вышинский (в центре) во время суда

22 января 1937 года было издано Постановление Политбюро ЦК ВКП(б) «О процессе по делу Пятакова, Радека, Сокольникова, Серебрякова и др.», утверждавшего место и состав суда, список иностранных корреспондентов и прочие детали намечающегося процесса.
23 января 1937 года в Москве Военная коллегия Верховного суда под председательством армвоенюриста В. В. Ульриха в составе членов корвоенюриста И. О. Матулевича, диввоенюриста Н. М. Рычкова при секретаре военюристе первого ранга А. Ф. Костюшко при участии Прокурора СССР А. Я. Вышинского приступила к рассмотрению дела. Подсудимого Князева защищал член коллегии защитников И. Д. Брауде, подсудимого Пушина — член коллегии защитников Н. В. Коммодов, подсудимого Арнольда — член коллегии защитников С. К. Казначеев, остальные подсудимые отказались от защитника, заявив, что они будут защищаться сами.
Сторона обвинения утверждала, что, по указанию Л. Д. Троцкого, в 1933 году был якобы организован параллельный центр в составе обвиняемых Пятакова Г. Л., Радека К. В., Сокольникова Г. Я. и Серебрякова Л. П., задачей которого являлось руководство преступной антисоветской, шпионской, диверсионной и террористической деятельностью. Этот центр:
- вступил в сношение с представителями некоторых иностранных государств в целях организации совместной борьбы против Советского Союза
- систематически занимался шпионажем в пользу этих государств, снабжая иностранные разведки секретными сведениями важнейшего государственного значения;
- организовывал и совершал на некоторых предприятиях и железнодорожном транспорте ряд вредительских и диверсионных актов
- подготовлял ряд террористических актов против руководителей ВКП(б) и советского правительства.

Активное участие в деятельности этого центра принимали остальные обвиняемые.
На этом основании обвинялись:

- Пятаков, Георгий Леонидович
- Сокольников, Григорий Яковлевич
- Радек, Карл Бернгардович
- Серебряков, Леонид Петрович

в том, что, будучи участниками антисоветского подпольного троцкистского центра, совершили преступления, предусмотренные ст. ст. 58-1а, 58-8, 58-9 и 58-11 Уголовного Кодекса РСФСР.
Также обвинялись:
- Лившиц, Яков Абрамович
- Муралов, Николай Иванович
- Дробнис, Яков Наумович
- Богуславский, Михаил Соломонович
- Князев, Иван Александрович
- Ратайчак, Станислав Антонович
- Норкин, Борис Осипович
- Шестов, Алексей Александрович
- Строилов, Михаил Степанович
- Турок, Иосиф Дмитриевич
- Граше, Иван Иосифович
- Пушин, Гавриил Ефремович
- Арнольд, Валентин Вольфридович

в том, что, будучи активными участниками той же антисоветской подпольной троцкистской организации, совершили преступления, предусмотренные ст. ст. 58-1а, 58-8, 58-9 и 58-11 Уголовного Кодекса РСФСР.
В ходе процесса обвиняемые давали признательные показания, а также дали показания против Н. И. Бухарина и А. И. Рыкова.

## Приговор
30 января 1937 года Военная коллегия Верховного суда СССР вынесла приговор. Все 17 подсудимых были признаны виновными. К смертной казни были приговорены 13 человек, в том числе Г. Пятаков и Л. Серебряков. К. Радека, Г. Сокольникова и В. Арнольда приговорили к 10 годам, а М. Строилова к 8 годам тюремного заключения. В приговоре также было указано, что Л. Д. Троцкий и его сын Л. Л. Седов в случае их обнаружения на территории СССР, подлежат немедленному аресту и преданию суду Военной коллегии Верховного суда СССР.

## Судьба осуждённых
1 февраля 1937 года 13 человек, приговорённых к смертной казни, были расстреляны.
Четверо подсудимых, которым была сохранена жизнь, ненадолго пережили остальных. В мае 1939 года Радек и Сокольников по приказу наркома внутренних дел СССР Л. П. Берии и его заместителя Б. З. Кобулова были убиты в местах их заключения.
Строилов и Арнольд были расстреляны в сентябре 1941 года в числе группы других заключённых Орловской тюрьмы по заочному приговору Военной коллегии Верховного суда СССР, вынесенному 8 сентября 1941 года в соответствии с подписанным Сталиным постановлением № ГКО-634сс от 6 сентября 1941 года Государственного Комитета Обороны.

## Пропагандистская кампания
В январе 1937 в прессе была развернута пропагандистская кампания, демонстрирующая массовый энтузиазм и ненависть к «врагам народа», в которой приняли участие видные советские учёные. Ежедневно печаталась стенограмма процесса. Л. Фейхтвангер ещё до окончания суда выступил в «Правде» со статьей «Первые впечатления об этом процессе». В ней он с удовлетворением констатировал, что в ходе процесса антисоветского троцкистского центра вина подсудимых полностью доказана. В день окончания процесса состоялся митинг на Красной площади, где с речами, в которых проклинали подсудимых, выступили партийные деятели, а также Президент Академии наук СССР В. Л. Комаров.
25 января 1937 года Президиум Союза писателей СССР выпустил Резолюцию под названием «Если враг не сдаётся — его уничтожают», которая от лица всех советских писателей требовала «поголовного расстрела» участников «параллельного центра». Резолюцию подписали: Г. Лахути, Вс. Вишневский, В. Кирпотин, Вс. Иванов, Ф. Гладков, А. Фадеев, А. Афиногенов, А. Безыменский, Ю. Либединский, А. Сурков, В. Ильенков, Б. Иллеш, А. Караваева, А. Новиков-Прибой, Б. Пильняк, К. Тренёв, М. Шагинян, И. Сельвинский, Ф. Березовский, К. Горбунов, М. Серебрянский, К. Федин, В. Герасимова, Н. Войтинская, Нович.
26 января 1937 года в «Литературной газете», ещё за несколько дней до оглашения приговора, были опубликованы статьи советских писателей и поэтов, которые осуждали и требовали уничтожения членов «параллельного троцкистского центра»; в частности, с такими статьями выступили: А. Толстой «Сорванный план мировой войны», Н. Тихонов «Ослеплённые злобой», К. Федин «Агенты международной контрреволюции», Ю. Олеша «Фашисты перед судом народа», В. Гусев «Голос страны», Д. Алтаузен «Пощады нет», А. Новиков-Прибой «Презрение наёмникам фашизма», Вс. Вишневский «К стенке!», И. Бабель «Ложь, предательство, смердяковщина», Л. Леонов «Террарий», М. Шагинян «Чудовищные ублюдки», С. Сергеев-Ценский «Эти люди не имеют права на жизнь», Г. Шторм «Они готовили кабалу для народа», М. Козаков «Шакалы», В. Ильенков «Под маской „литераторов“», М. Ильин и С. Маршак «Путь в Гестапо», В. Луговской «Горе фашистам и их приказчикам», А. Караваева «Изменники родины, шпионы, диверсанты и лакеи фашизма», Л. Славин «Выродки», Н. Огнёв «Кровавая свора», А. Платонов «Преодоление злодейства», Г. Фиш «Ответить так, как советовал „Друг народа“», А. Безыменский «Наш вердикт», В. Шкловский «Эпилог», К. Финн «Есть ли большее предательство?», Б. Лавренёв «Их судит вся страна», А. Малышкин «Из дневника», Скиталец «Торговцы кровью», Е. Долматовский «Мастера смерти», Р. Фраерман «Мы вытащим их из щелей на свет», Б. Ромашов «Изменникам — суровый приговор».

## Судебный процесс и взаимоотношения СССР с нацистской Германией
В ходе судебного разбирательства, а также на страницах советской прессы того периода неоднократно поднимался вопрос о связях обвиняемых с разведкой Третьего Рейха. Например, 25 января 1937 г. «Правда» в редакционной статье утверждала, что Радек одобрил «сговор» Троцкого с германским фашизмом. Это было сделано якобы в ходе личных бесед Радека с германским военным атташе в Москве.
Советское руководство, однако, вовсе не было при этом заинтересовано с дальнейшем ухудшении отношений с Германией. Ещё в декабре 1936 г. советский резидент в Германии В. Г. Кривицкий получил указание заморозить разведывательную деятельность. Позднее, уже после начала судебного процесса, сотрудник отдела печати Наркоминдела Г. А. Астахов, пригласив на завтрак московского представителя германского информационного бюро Эрвин Шуле, заверял его, что процесс не направлен против Германии, и, более того, нет никакой уверенности в том, что Троцкий заключил соглашение с Гессом (о чём на процессе показал Пятаков). Данная беседа не могла пройти без ведома самых высоких советских инстанций. Немецкий посол Шуленбург в телеграмме в Берлин от 28 января 1937 г. назвал процесс «чистейшим театральным спектаклем» и рекомендовал не воспринимать его слишком серьёзно: «Никто не может поверить, будто Германия нападёт на Советский Союз, чтобы привести к власти Бронштейна и Зобельзона». 30 января 1937 г. в речи в рейхстаге Г. Геринг заявил, что судебные процессы расцениваются «всего лишь как спектакль» и что никаких подозрений в отношении упомянутых в их ходе немцев — особенно рейхсминистра Гесса — у германского руководства не возникло. 3 февраля 1937 г. нацистский партийный орган «Фёлькишер беобахтер» в передовой статье писал: «Если Сталин прав, то это значит, что русскую революцию совершила банда отвратительных преступников, в которую входило только два честных человека — Ленин и Сталин. Однако эта пара годами управляла Россией, сотрудничая с подонками». Если прошлые процессы, продолжала газета, преследовали цель найти козлов отпущения, то нынешний должен, кроме того, возложить вину на Германию и Японию. «Более интересным, однако, представляется число евреев среди жертв нынешнего процесса. Фактически первоначально находившаяся у власти еврейская банда уже в значительной степени истреблена, и ей на смену пришли кавказцы». Среди жертв, подчёркивала газета, самый ядовитый из всех советских евреев Радек, а также Сокольников-Бриллиант. Хотя возглавляемая Литвиновым и Кагановичем еврейская группа и сохранилась, однако теперь ясно, что Сталин «превратился в восточного деспота по образцу Чингисхана или Тамерлана».
Уже 29 января 1937 г., то есть на следующий день после заключительного заседания суда, торговый представитель СССР в Германии Д. В. Канделаки провёл переговоры в Берлине с рейхсминистром экономики Я. Шахтом, заверив его, что советское правительство не собирается строить свою политику в ущерб интересам Германии, а кроме того, готово вступить в переговоры по поводу улучшения отношений. Шахт поставил условием таких переговоров прекращение коминтерновской агитации в Европе. Однако А. Гитлер, которому передали суть этой беседы, ответил, что переговоры с русскими были бы использованы ими для установления более тесного союза с Францией и улучшения отношений с Великобританией. Обещание же советского руководства отмежеваться от коминтерновской пропаганды не имело практического значения. «Дело обстояло бы несколько по иному, — добавил фюрер, — если бы ситуация в России развивалась бы в направлении абсолютного деспотизма, опирающегося на поддержку военных кругов. Случись это, мы, конечно, не должны были бы упустить подходящий момент для возобновления наших сношений с Россией».

## Реабилитация
Определением Военной коллегии Верховного суда СССР от 18 июня 1963 были реабилитированы И. А. Князев, И. Д. Турок, И. И. Граше, Б. О. Норкин и Г. Е. Пушин. Постановлением Пленума Верховного суда СССР от 17 апреля 1986 был реабилитирован Н. И. Муралов. Постановлением Пленума Верховного суда СССР от 4 декабря 1986 был реабилитирован Л. П. Серебряков. Постановлением Пленума Верховного суда СССР от 23 сентября 1987 был реабилитирован М. С. Богуславский. Пленум Верховного суда СССР постановлением от 13 июня 1988 отменил приговор Военной коллегии в отношении Ю. Л. Пятакова, Я. А. Лившица, Я. Н. Дробниса, С. А. Ратайчака, А. А. Шестова, Г. Я. Сокольникова, К. Б. Радека и В. В. Арнольда и прекратил дело за отсутствием в их действиях состава преступления. Было установлено, что обвинения, выдвинутые против всех этих лиц, были необоснованными, а материалы дела сфабрикованы. Не было как такового и «параллельного антисоветского троцкистского центра».